# Vrouwenbevrijding
Vrouwenbevrijding is een term uit een socialistische stroming binnen het feminisme en wordt in analogie gebruikt als de bevrijding van de arbeiders.
In de eerste helft van de twintigste eeuw werden vrouwen sterk beperkt in hun maatschappelijk functioneren. Vaak mochten zij niet buitenshuis werken, zeker niet als ze getrouwd waren. Vrouwen hadden geen zeggenschap over hun eigen geld, over hun gezondheid en zwangerschappen. Het opheffen van de beperkingen die vrouwen ondervonden wordt vrouwenbevrijding genoemd.